# Wes Craven

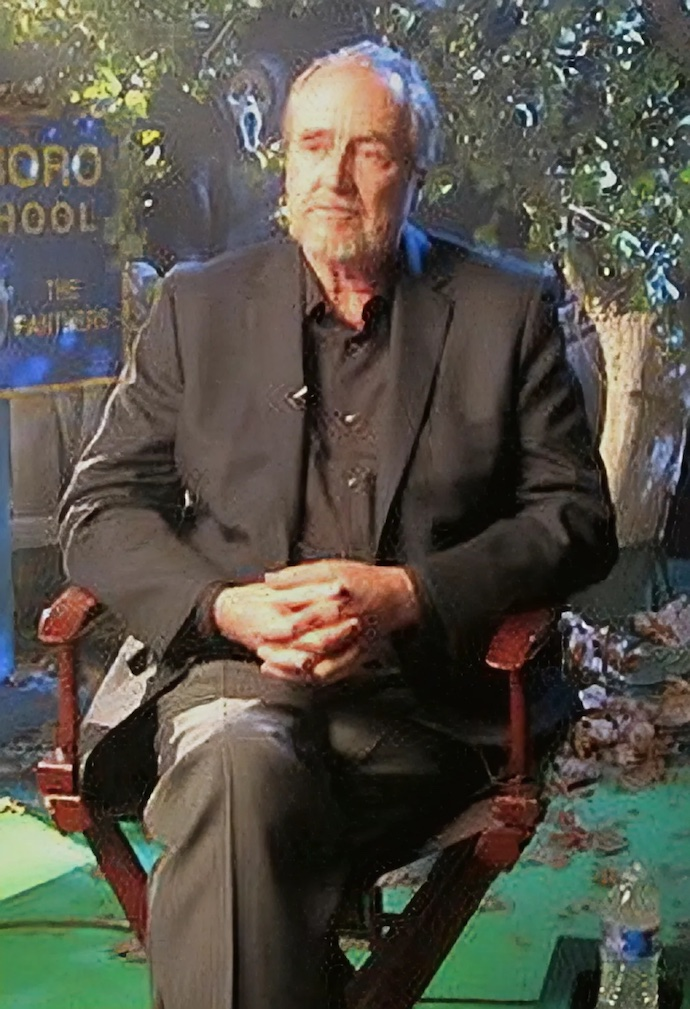
Wes Craven (2010)

Wesley Earl „Wes“ Craven (* 2. August 1939 in Cleveland, Ohio; † 30. August 2015 in Los Angeles, Kalifornien) war ein US-amerikanischer Filmregisseur, Drehbuchautor, Produzent und Schauspieler, der vor allem durch Horrorfilme wie Nightmare on Elm Street, Hügel der blutigen Augen und Scream bekannt wurde.

## Leben
Wes Craven wuchs in einer Familie strenggläubiger Baptisten auf, in der neben Alkohol, Zigaretten und Kartenspiel auch das Kino als verpönt galt. Er machte einen Abschluss in Philosophie und „Writing“ an der Johns Hopkins University in Baltimore. Vor seiner Karriere im Filmgeschäft war er als Lehrer an der Clarkson University in Potsdam, N.Y. tätig. Craven war dreimal verheiratet, darunter in zweiter Ehe mit der Schauspielerin Mimi Craven und in dritter Ehe mit der Produzentin Iya Labunka; der ersten Ehe entstammen zwei Kinder. Am 30. August 2015 starb Craven im Alter von 76 Jahren in Los Angeles an einem Hirntumor.

## Schaffen und Wirken
Wesley Craven gehörte zu den wohl einflussreichsten und berühmtesten Regisseuren, die das Horror-Genre hervorgebracht hat. Seinen ersten Film Together aus dem Jahre 1971 drehte er zusammen mit Sean S. Cunningham. Craven gelang der Durchbruch mit Das letzte Haus links (The Last House on the Left) Anfang der siebziger Jahre. Der bis heute umstrittene Splatterfilm revolutionierte die Art und Weise, in der Horrorfilme gedreht wurden und gab dem Genre durch seinen kritischen Bezug auf den Vietnamkrieg eine fast politische Botschaft, was die Darstellung von Gewalt und Folter anbelangt.
Seinen gradlinigen und oftmals verstörenden Stil setzte er 1977 in Hügel der blutigen Augen fort. Die Geschichte einer Familie, die in der Einöde von einem Rudel mutierter Kannibalen gejagt und getötet wird, wurde ein noch größerer Erfolg als Last House on the Left.
Mitte der achtziger Jahre gelang Craven der endgültige Durchbruch, als er Nightmare – Mörderische Träume mit dem Alptraummörder Freddy Krueger auf die Leinwand brachte. Seine Welturaufführung feierte der Film 1984 auf den Internationalen Hofer Filmtagen in der Stadt Hof in Bayern. 1994 versuchte er mit Freddy’s New Nightmare die inzwischen durch zahlreiche Fortsetzungen verwässerte Geschichte um den Schlitzer Freddy zu einem würdigen Ende zu bringen – ein Ansinnen, das durch Freddy vs. Jason 2003 wieder relativiert wurde. Sein satirischer Vampirhorror Vampire in Brooklyn (1995) mit Eddie Murphy zog sowohl Rassen- als auch Horror-Klischees durch den Kakao, an den Kinokassen war der Film jedoch nur mäßig erfolgreich.
Erst 1996 gelang es Craven, mit Scream – Schrei! das totgeglaubte Slasherfilm-Genre mit neuem Leben zu füllen. Der Mörder in der Munch-Maske entwickelte sich rasch zu einer Pop-Ikone, und die satirische Geschichte um eine Gruppe Jugendlicher, die trotz ihrer Kenntnisse von Horrorfilmen schließlich auf die gleiche Weise umkommen wie in diesen Filmen dargestellt, wurde ein Kassenschlager, der finanziell vom Nachfolger Scream 2 sogar übertroffen wurde.
Neben seiner Arbeit an Scream drehte Craven außerdem Music of the Heart, die wahre Geschichte einer Musiklehrerin aus Brooklyn, mit der sich Craven aus dem bekannten Horrorterrain herauswagte. Meryl Streep konnte eine Oscarnominierung als beste Hauptdarstellerin verzeichnen. Nachdem Craven 2000 mit Scream 3 die Scream-Trilogie beendet hatte, versuchte er sich zunächst am Werwolf-Genre, welches mit Verflucht (2005) einen sowohl finanziellen als auch künstlerischen Reinfall markierte. Im selben Jahr konnte Craven allerdings mit Red Eye, einem Thriller mit Rachel McAdams und Cillian Murphy, zu alter Form zurückfinden. Mit diesem Film setzte Craven auf einen weniger blutrünstigen, dafür mehr psychologischen Horror und signalisierte damit eine Abkehr vom Slashergenre. 2014 agierte er als Schöpfer und Produzent der Fernsehserien-Umsetzung von Scream.
Als Produzent war Wes Craven zudem verantwortlich für die Reihe Wes Craven präsentiert.

## Stil
Wes Cravens Filme und die darin dargestellte Gewalt waren prägend für das gegenwärtige amerikanische Horrorkino. Inhaltlich behandelte Craven immer wieder die Geschichte einer Gruppe Menschen, die – zumeist unschuldig – in die Fänge brutaler und sadistischer Mörder geraten. Die Irrationalität und Brutalität der Gewalt lässt sich vor allem in Cravens frühen Werken wiederfinden, welche durch seine Medienerfahrung mit dem Umgang von Gewaltdarstellung im Vietnamkrieg geprägt wurden. Erst mit Scream verließ Craven die „reale“ Welt des Horrors, um sich einer medienkritischen und bewussten Form von Gewalt zuzuwenden, die selbstreflexiv mit Horror-Klassikern wie Halloween und Prom Night – Die Nacht des Schlächters umging. Cravens Visualisierung von Gewalt blieb dabei stets realistisch, er zeigte Gewalt und Folter als hässlichste Form der menschlichen Seele ohne jegliche Stilisierung und Glorifizierung – eine Methode, die Craven grundlegend von Regisseuren wie Quentin Tarantino und Robert Rodriguez unterschied. Gewalt und Horror waren bei Craven nicht ästhetisch oder reines Mittel zum Zweck, sie dienten zur klaren Abgrenzung zwischen Gut und Böse.
Wichtig ist in Cravens Filmen das Moment der Hoffnung, welches – zumeist durch die weibliche Identifikationsfigur verkörpert – den Film trägt und den Zuschauer auch in den brutalsten Sequenzen nicht alleine lässt. Die Bewältigung der Angst wird somit für Hauptdarstellerin und Zuschauer zum wichtigsten Aspekt des Films.

## Auszeichnung
- 1986 – British Fantasy Award für Nightmare – Mörderische Träume als bester Film

## Filmografie (Auswahl)
| Regie - 1972: Das letzte Haus links (The Last House on the Left) - 1975: Angela, the Fireworks Woman - 1977: Hügel der blutigen Augen (The Hills Have Eyes) - 1978: Night Kill – Eine tödliche Bedrohung (Stranger in Our House) - 1981: Tödlicher Segen (Deadly Blessing) - 1982: Das Ding aus dem Sumpf (Swamp Thing) - 1984: Exit – Ausgang ins Nichts (Invitation to Hell) - 1984: Nightmare – Mörderische Träume (A Nightmare on Elm Street) - 1985: Chiller – Kalt wie Eis (Chiller) - 1985: Im Todestal der Wölfe (The Hills Have Eyes Part II) - 1985: Twilight Zone (The Twilight Zone, Fernsehserie) - 1986: Die Superdetektive/Eine Schnapsidee (Casebusters, Fernsehfilm) - 1986: Der tödliche Freund (Deadly Friend) - 1988: Die Schlange im Regenbogen (The Serpent and the Rainbow) - 1989: Shocker - 1990: Das Grauen hat viele Gesichter (Night Visions, TV-Pilotfilm) - 1991: Haus der Vergessenen (The People Under the Stairs) - 1992: Nightmare Cafe (Fernsehserie) - 1994: Freddy’s New Nightmare (Wes Craven’s New Nightmare) - 1995: Vampire in Brooklyn - 1996: Scream – Schrei! (Scream) - 1997: Scream 2 - 1998: Don’t Look Down - 1999: Music of the Heart - 2000: Scream 3 - 2005: Verflucht (Cursed) - 2005: Red Eye - 2006: Paris, je t’aime (Episode Père Lachaise) - 2010: My Soul to Take (auch Produzent und Drehbuch) - 2011: Scream 4 | Schauspieler - 1975: The Fireworks Woman - 1989: Shocker - 1993: Body Bags (Fernsehfilm) - 1994: Freddy’s New Nightmare (Wes Craven’s New Nightmare) - 1996: Scream – Schrei! (Scream) - 1997: Scream 2 - 1995: Morty (The Fear) - 1996: Shadow Zone: The Undead Express - 2000: Scream 3 - 2001: Jay und Silent Bob schlagen zurück (Jay and Silent Bob Strike Back) - 2005: Red Eye - 2006: Paris, je t’aime - 2013: Castle (Fernsehserie; Episode 5x17 Zu Tode erschreckt) Produzent - 1995: Mindripper (The Outpost) - 1997: Wes Craven’s Wishmaster (Wishmaster) - 1998: Schau nie nach unten! Die Angst am Abgrund (Don’t Look Down) - 1998: Wes Craven präsentiert Carnival of Souls (Carnival of Souls) - 2000: Wes Craven präsentiert Dracula (Dracula 2000) - 2006: The Hills Have Eyes – Hügel der blutigen Augen (The Hills have Eyes, auch Drehbuch) - 2006: The Breed (The Breed) - 2007: The Hills Have Eyes 2 - 2009: The Last House on the Left |

## Werke
- Wes Craven: Identity. Thriller. („Fountain Society“, 2000). Ullstein, Berlin 2007, ISBN 978-3-548-26730-2.